# لیف انگکویست
لیف انگکویست (سوئدی: Leif Engqvist؛ زادهٔ ۳۰ ژوئیهٔ ۱۹۶۲) بازیکن فوتبال اهل سوئد است.
از باشگاه‌هایی که در آن بازی کرده‌است می‌توان به باشگاه فوتبال مالمو اشاره کرد.
وی همچنین در تیم‌های ملی فوتبال زیر ۲۱ سال سوئد و سوئد بازی کرده‌است.